# Liste der Baudenkmale in Gnarrenburg
In der Liste der Baudenkmale in Gnarrenburg sind alle Baudenkmale der niedersächsischen Gemeinde Gnarrenburg aufgelistet. Die Quelle der Baudenkmale ist der Denkmalatlas Niedersachsen. Der Stand der Liste ist der 29. November 2021.

## Allgemein
In den Spalten befinden sich folgende Informationen:
- Lage: die Adresse des Baudenkmales und die geographischen Koordinaten. Kartenansicht, um Koordinaten zu setzen. In der Kartenansicht sind Baudenkmale ohne Koordinaten mit einem roten Marker dargestellt und können in der Karte gesetzt werden. Baudenkmale ohne Bild sind mit einem blauen Marker gekennzeichnet, Baudenkmale mit Bild mit einem grünen Marker.
- Bezeichnung: Bezeichnung des Baudenkmales
- Beschreibung: die Beschreibung des Baudenkmales. Unter § 3 Abs. 2 NDSchG werden Einzeldenkmale und unter § 3 Abs. 3 NDSchG Gruppen baulicher Anlagen und deren Bestandteile ausgewiesen.
- ID: die Objekt-ID des Baudenkmales
- Bild: ein Bild des Baudenkmales, ggf. zusätzlich mit einem Link zu weiteren Fotos des Baudenkmals im Medienarchiv Wikimedia Commons. Wenn man auf das Kamerasymbol klickt, können Fotos zu Baudenkmalen aus dieser Liste hochgeladen werden:

## Gnarrenburg

### Gruppe:Hofanlage Dahldorfer Straße 31
Die Gruppe „Hofanlage Dahldorfer Straße 31“ hat die ID 31019201.

| Lage                                            | Bezeichnung              | Beschreibung                                               | ID       | Bild |
| ----------------------------------------------- | ------------------------ | ---------------------------------------------------------- | -------- | ---- |
| Dahldorfer Straße 31 53° 22′ 6″ N, 8° 58′ 56″ O | Wohn-/Wirtschaftsgebäude | Zweiständer-Hallenhaus von 1806 in Fachwerk mit Satteldach | 31016627 |      |
| Dahldorfer Straße 31 53° 22′ 6″ N, 8° 58′ 58″ O | Scheune/Stall            | Scheune/Stall vom 19. Jahrhundert                          | 31016648 | BW   |

### Gruppe: Kirchhof Gnarrenburg
Die Gruppe „Kirchhof Gnarrenburg“ hat die ID 51989197.

| Lage                                        | Bezeichnung    | Beschreibung | ID       | Bild           |
| ------------------------------------------- | -------------- | --- | -------- | -------------- |
| Hindenburgstraße 53° 22′ 56″ N, 9° 0′ 13″ O | Kirche         | Die Pauluskirche wurde 1784 bis 1790 nach den Entwürfen des Jürgen Christian Findorff als Backsteinkirche erbaut. Im Inneren ist die umlaufende Empore und die Orgel aus der Bauzeit hervorzuheben. Der Turm entstand 1841. | 31017016 | Weitere Bilder |
| Hindenburgstraße 53° 22′ 57″ N, 9° 0′ 12″ O | Kirchhof       | Der ehemalige Kirchhof erstreckt sich von der Pauluskirche bis zur Grundstücksgrenze zur Schule. | 51989226 |                |
| Hindenburgstraße 53° 22′ 55″ N, 9° 0′ 12″ O | Kriegerdenkmal | Um 1920 wurde das Kriegerdenkmal für die Gefallenen des Ersten Weltkrieges als Pyramide auf einem Naturwerksteinsockel mit aufgesetztem Hansekreuz errichtet.                                                               | 31017041 |                |

## Augustendorf

### Gruppe: Hofanlage Augustendorf 27
Die Gruppe „Hofanlage Augustendorf 27“ hat die ID 31019175.

| Lage                                      | Bezeichnung              | Beschreibung                                                             | ID       | Bild           |
| ----------------------------------------- | ------------------------ | ------------------------------------------------------------------------ | -------- | -------------- |
| Augustendorf 27 53° 22′ 54″ N, 9° 5′ 3″ O | Wohn-/Wirtschaftsgebäude | Zweiständer-Hallenhaus von 1848 in Fachwerk mit reetgedecktem Satteldach | 31016190 | Weitere Bilder |
| Augustendorf 27 53° 22′ 54″ N, 9° 5′ 1″ O | Scheune                  | Fachwerkbau von 1882 mit Satteldach und mittiger Querdurchfahrt          | 31016211 | Weitere Bilder |

### Gruppe: Hofanlage Augustendorf 11
Die Gruppe „Hofanlage Augustendorf 11“ hat die ID 31019188.

| Lage                                      | Bezeichnung              | Beschreibung | ID       | Bild           |
| ----------------------------------------- | ------------------------ | --- | -------- | -------------- |
| Augustendorf 11 53° 23′ 18″ N, 9° 4′ 0″ O | Wohn-/Wirtschaftsgebäude | Zweiständer-Hallenhaus aus dem 19. Jahrhundert in Fachwerk mit Steinausfachungen, mit reetgedecktem Satteldach      | 31016491 | Weitere Bilder |
| Augustendorf 11 53° 23′ 17″ N, 9° 4′ 1″ O | Stall                    | Stall vom 19. Jahrhundert in Fachwerk mit reetgedecktem Satteldach sowie senkrechter Verbretterung im Giebeldreieck | 31016512 | Weitere Bilder |
| Augustendorf 11 53° 23′ 17″ N, 9° 4′ 0″ O | Scheune                  | Torfscheune vom 19. Jahrhundert in Fachwerk                                                                         | 31016533 | Weitere Bilder |

### Einzelbaudenkmale
| Lage                                      | Bezeichnung              | Beschreibung                                                   | ID       | Bild |
| ----------------------------------------- | ------------------------ | -------------------------------------------------------------- | -------- | ---- |
| Augustendorf 1 53° 23′ 32″ N, 9° 3′ 21″ O | Wohn-/Wirtschaftsgebäude | Zweiständer-Hallenhaus von 1829 in Fachwerk und mit Satteldach | 31016467 |      |

## Barkhausen

### Einzelbaudenkmale
| Lage                                                  | Bezeichnung              | Beschreibung | ID       | Bild |
| ----------------------------------------------------- | ------------------------ | --- | -------- | ---- |
| Klosterstraße 34 53° 22′ 15″ N, 9° 1′ 10″ O           | Wohn-/Wirtschaftsgebäude | Zweiständer-Hallenhaus aus dem 19. Jahrhundert in Fachwerk, mit reetgedecktem Walmdach und mit Krüppelwalm am Wirtschaftsgiebel | 31017856 |      |
| Oberbarkhausener Straße 15 53° 21′ 57″ N, 9° 2′ 16″ O | Wohn-/Wirtschaftsgebäude | Zweiständer-Hallenhaus aus dem 19. Jahrhundert in gleichmäßigem Gitter-Fachwerk und mit Satteldach                              | 31017695 |      |

## Brillet

### Gruppe:Hofanlage KösterOeser Straße 3
Die Gruppe „Hofanlage Köster Oeser Straße 3“ hat die ID 31019136.

| Lage                                     | Bezeichnung              | Beschreibung                                                                                            | ID       | Bild           |
| ---------------------------------------- | ------------------------ | --- | -------- | -------------- |
| Oeser Straße 3 53° 25′ 7″ N, 9° 1′ 33″ O | Wohn-/Wirtschaftsgebäude | Zweiständer-Hallenhaus von 1804 in Fachwerk mit reetgedecktem Krüppelwalmdach                           | 31017770 | Weitere Bilder |
| Oeser Straße 3 53° 25′ 8″ N, 9° 1′ 32″ O | Stall                    | Fachwerkbau aus der ersten Hälfte des 19. Jh. mit Walmdach und Querdurchfahrten                         | 31017813 | Weitere Bilder |
| Oeser Straße 3 53° 25′ 6″ N, 9° 1′ 35″ O | Backhaus                 | Backhaus von 1900 in Fachwerk mit Anbau aus Feldsteinen für den Backofen; auf dem Grundstück umgesetzt. | 31017835 | Weitere Bilder |

### Einzelbaudenkmale
| Lage                                      | Bezeichnung              | Beschreibung                                                                                               | ID       | Bild |
| ----------------------------------------- | ------------------------ | --- | -------- | ---- |
| Alte Straße 9 53° 24′ 48″ N, 8° 59′ 40″ O | Wohn-/Wirtschaftsgebäude | Zweiständer-Hallenhaus von 1923 in Backstein mit ziegelgedecktem Satteldach                                | 31016232 |      |
| Alte Straße 5 53° 24′ 51″ N, 8° 59′ 32″ O | Speicher                 | Der eingeschossige Fachwerkspeicher wurde im 19. Jahrhundert unter einem reetgedeckten Walmdach errichtet. | 31016167 |      |

## Findorf

### Einzelbaudenkmale
| Lage                                                     | Bezeichnung              | Beschreibung                                                    | ID       | Bild           |
| -------------------------------------------------------- | ------------------------ | --------------------------------------------------------------- | -------- | -------------- |
| Innerhalb der Gemeindegrenze 53° 21′ 21″ N, 8° 59′ 35″ O | Kanal                    | Oste-Hamme-Kanal                                                | 31017881 |                |
| Findorfer Straße 4 53° 21′ 38″ N, 8° 59′ 59″ O           | Wohn-/Wirtschaftsgebäude | Zweiständer-Hallenhaus von 1789 in Fachwerk mit Krüppelwalmdach | 31017744 | Weitere Bilder |

## Glinstedt

### Gruppe:Hofanlage Kiekerberg 4
Die Gruppe „Hofanlage Kiekerberg 4“ hat die ID 31019227.

| Lage                                   | Bezeichnung              | Beschreibung                                                         | ID       | Bild           |
| -------------------------------------- | ------------------------ | -------------------------------------------------------------------- | -------- | -------------- |
| Kiekerberg 4 53° 21′ 5″ N, 9° 3′ 34″ O | Wohnhaus                 | Wohnhaus als Anbau von 1910 in Backstein mit Satteldach und Dachhaus | 31016378 | Weitere Bilder |
| Kiekerberg 4 53° 21′ 5″ N, 9° 3′ 33″ O | Wohn-/Wirtschaftsgebäude | Hallenhaus in Backstein von um 1895 mit Satteldach                   | 31016336 | Weitere Bilder |

### Einzelbaudenkmale
| Lage                                        | Bezeichnung              | Beschreibung | ID       | Bild           |
| ------------------------------------------- | ------------------------ | --- | -------- | -------------- |
| Huvenhoopstraße 8 53° 21′ 7″ N, 9° 3′ 38″ O | Wohn-/Wirtschaftsgebäude | Zweiständer-Hallenhaus in Fachwerk von 1855 mit Satteldach und Wirtschaftsgiebel von 1897 massiv in Backstein                                    | 31016312 | Weitere Bilder |
| Zevener Straße 8 53° 20′ 55″ N, 9° 4′ 0″ O  | Wohn-/Wirtschaftsgebäude | Backsteinbau von 1919 mit ziegelgedecktem Satteldach                                                                                             | 31016399 |                |
| Zevener Straße 53° 20′ 57″ N, 9° 3′ 56″ O   | Kriegerdenkmal           | Kriegerdenkmal von um 1920 für die Gefallenen der Weltkriege als Werksteinstele auf einem Feldsteinsockel mit aufgesetztem Tatzenkreuz errichtet | 31016947 |                |

## Karlshöfen

### Einzelbaudenkmale
| Lage                                       | Bezeichnung              | Beschreibung | ID       | Bild |
| ------------------------------------------ | ------------------------ | --- | -------- | ---- |
| Bienenstraße 9 53° 21′ 11″ N, 9° 1′ 22″ O  | Wohn-/Wirtschaftsgebäude | Zweiständer-Hallenhaus von 1880 auf Sockel in Fachwerk mit reetgedecktem Satteldach; Wohngiebel in Backstein von um 1910 | 31017090 |      |
| An der Kapelle 1 53° 21′ 9″ N, 9° 1′ 30″ O | Wohn-/Wirtschaftsgebäude | Backsteinbau von 1903 mit Drempel und ziegelgedecktem Satteldach                                                         | 31017065 |      |
| Worthstraße 1 53° 21′ 8″ N, 9° 1′ 35″ O    | Wohn-/Wirtschaftsgebäude | Basteinbau von 1867, Wiederaufbau nach Brand von 1903, mit ziegelgedecktem Satteldach                                    | 31017137 |      |

## Klenkendorf

### Einzelbaudenkmale
| Lage                                                 | Bezeichnung              | Beschreibung | ID       | Bild |
| ---------------------------------------------------- | ------------------------ | --- | -------- | ---- |
| Klenkendorf 26 53° 24′ 59″ N, 9° 3′ 17″ O            | Wohn-/Wirtschaftsgebäude | Zweiständer-Hallenhaus von 1901 in Fachwerk mit reetgedecktem Krüppelwalmdach                                                                 | 31017375 |      |
| Klenkendorf 24 53° 25′ 3″ N, 9° 3′ 27″ O             | Wohn-/Wirtschaftsgebäude | Zweiständer-Hallenhaus vom 19. Jahrhundert in Fachwerk mit Satteldach                                                                         | 31017339 |      |
| Klenkendorf 22 53° 25′ 6″ N, 9° 3′ 38″ O             | Wohn-/Wirtschaftsgebäude | Zweiständer-Hallenhaus von 1824 in gleichmäßigem Fachwerk mit reetgedecktem Krüppelwalmdach                                                   | 31017239 |      |
| Klenkendorf 21 53° 25′ 10″ N, 9° 3′ 49″ O            | Wohn-/Wirtschaftsgebäude | Zweiständer-Hallenhaus von 1831 in Fachwerk mit ziegelgedecktem Sattel-/Walmdach                                                              | 31017213 |      |
| Klenkendorf 16 53° 25′ 17″ N, 9° 4′ 12″ O            | Wohn-/Wirtschaftsgebäude | Zweiständer-Hallenhaus vom 19. Jahrhundert in gleichmäßigem Fachwerk und mit ziegelgedecktem Satteldach                                       | 31017302 |      |
| Klenkendorf 15 53° 25′ 20″ N, 9° 4′ 17″ O            | Wohn-/Wirtschaftsgebäude | Zweiständer-Hallenhaus vom 19. Jahrhundert in gleichmäßigem Fachwerk und mit reetgedecktem Satteldach                                         | 31017187 |      |
| Klenkendorf 8 53° 25′ 33″ N, 9° 4′ 54″ O             | Wohn-/Wirtschaftsgebäude | Zweiständer-Hallenhaus von 1829 in Fachwerk mit reetgedecktem Satteldach                                                                      | 31017161 |      |
| Klenkendorf 5 53° 25′ 39″ N, 9° 5′ 10″ O             | Wohn-/Wirtschaftsgebäude | Zweiständer-Hallenhaus vom 19. Jahrhundert in Fachwerk mit reetgedecktem Satteldach und seitlichem Giebelrisalit mit dem Eingang zum Wohnteil | 31017265 |      |
| Ober Klenkendorfer Damm 4 53° 24′ 48″ N, 9° 5′ 17″ O | Wohn-/Wirtschaftsgebäude | Zurückliegendes Zweiständer-Hallenhaus vom 19. Jahrhundert in Fachwerk mit Backsteinausfachung und Satteldach.                                | 31017670 | BW   |

## Kuhstedt

### Einzelbaudenkmale
| Lage                                       | Bezeichnung | Beschreibung | ID       | Bild           |
| ------------------------------------------ | ----------- | --- | -------- | -------------- |
| Portenstraße 2 53° 22′ 49″ N, 8° 57′ 46″ O | Kirche      | Erlöserkirche von 1893, kreuzförmiger Grundriss mit schiefergedeckten Dach, Architekt: Eduard Wendebourg, anstelle des alten Vorgängerbaus aus Backstein | 31017393 | Weitere Bilder |
| Portenstraße 2 53° 22′ 50″ N, 8° 57′ 45″ O | Kirchhof    | Grünfläche um die Erlöserkirche | 51988841 |                |

## Kuhstedtermoor

### Einzelbaudenkmale
| Lage                                          | Bezeichnung              | Beschreibung                                                                              | ID       | Bild |
| --------------------------------------------- | ------------------------ | ----------------------------------------------------------------------------------------- | -------- | ---- |
| Kuhstedtermoor 43 53° 20′ 22″ N, 8° 57′ 46″ O | Wohn-/Wirtschaftsgebäude | Gebäude von 1850 als Zweiständer-Hallenhaus in Fachwerk mit reetgedecktem Krüppelwalmdach | 31017441 |      |
| Kuhstedtermoor 43 53° 20′ 22″ N, 8° 57′ 47″ O | Scheune/Stall            | Scheune von um 1850 in Fachwerk mit reetgedecktem Walmdach, Uhlenloch und Quereinfahrt.   | 31017461 |      |